# ヤマハ・ボクスン
ヤマハ・ボクスン (box'n) とは、ヤマハ発動機が製造、販売していたスクータータイプの原動機付自転車。機種名はCQ50E。現在では販売を終了している。

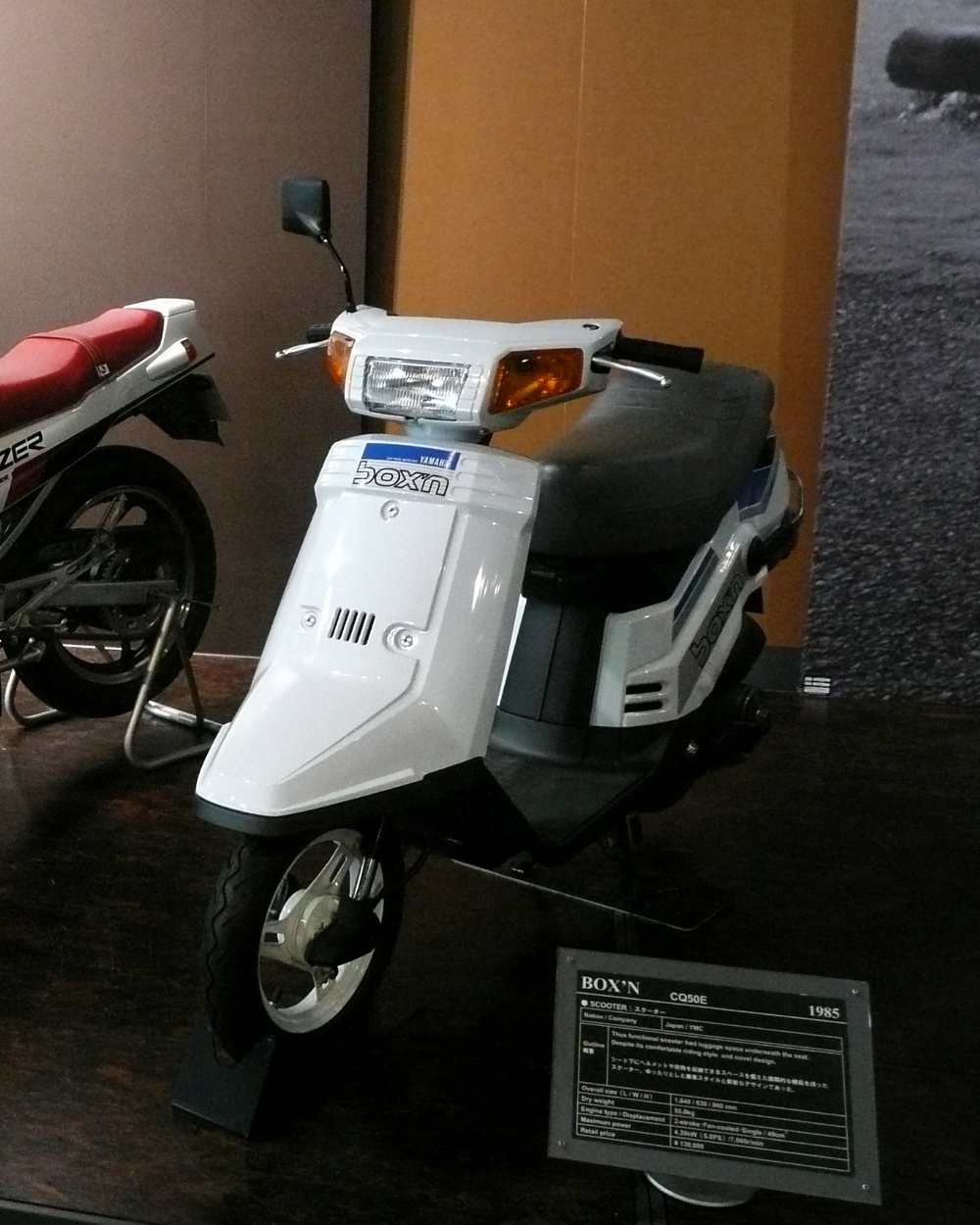
box'n CQ50E

## 概要
1985年、日本で初めてヘルメットを収容可能なトランク（メットインを参照）を装備したスクーターとして登場した。搭載されるエンジンは同社の人気スクーター「ジョグ」と共通の空冷2サイクル単気筒であり、最高出力は5.8ps。ウガンダ・トラがCMに出演した。
エンジンのシリンダーが直立構造だったこともあり、腰高なスタイルの割にはフルフェイスタイプのヘルメットの収納は困難だったなど、販売面で大成功とは言えなかった。しかし、後に「メットインスクーターの元祖」とされる車種となり、ヘルメットを車体内に収納する事による盗難防止と雨を防ぐ点は、その後に各社から続々と登場するメットインスクーターの基礎となったとする意見がある。